# ロスト・ユニバース
『ロスト・ユニバース』（LOST UNIVERSE）は、神坂一による日本のライトノベル、およびこれを原作としたメディアミックス作品である。原作のイラスト担当ならびに漫画版の作者は義仲翔子。富士見ファンタジア文庫（富士見書房）より1992年12月から1999年4月まで刊行された。
ロストシップ・ソードブレイカーに乗るトラブル・コントラクター（厄介ごと請負人）のケインとミリィが巨大企業ゲイザー・コンツェルンを隠れ蓑にした巨大犯罪組織ナイトメアと戦うスペースオペラ。

## 登場人物
プロフィールはアニメ版のもの。

### 主要キャラクター
ケイン・ブルーリバー
声 - 保志総一朗 / 幼少時代 - 高木礼子
【誕生日：5月30日 / 年齢：20歳 / 性別：男 / 身長：172.2cm / 体重：65kg / 出身：ノーマッド星系ブラフマー / 職業：トラブルコントラクター（トラコン） / 趣味：ナイフ投げ、マント収集 / 好きな食べもの：チリドッグ、サラミ / 特技：運転（Ｂ級レーサーライセンス取得）、物体を切断することを好む】
本作の主人公。祖母から譲り受けた「ソードブレイカー」を駆る、腕利きのトラブルコントラクター。茶髪で女顔の美形。何事にも前向きで、計画を練るよりもまずは行動を起こすタイプ。また、口よりも先に手が出る。自らのポリシーから常に黒いマントを羽織っている。精神力をエネルギーにする剣「サイ・ブレード」を好んで使用しており、増幅器なしでも一瞬だけサイ・ブレードの刃を具現化できる。刃物マニアで、切り裂きジャックが心の師匠らしい。サイ・ブレードは不格好な柄の形であり、折り曲げてエネルギーガンとしての扱いも可能、増幅器と柄は有線接続（原作小説および漫画版）。
アニメ版では、ライトソードやビームサーベルのような柄の形をしており、ケーブルは無い。
家族構成は、祖母と両親と兄がおり、出来の良い兄としょっちゅう比べられ、親から疎ましがられていたらしい。
出身地は惑星ブラウマー、5月30日生まれ。
ミリィ / ミレニアム・フェリア・ノクターン
声 - 柊美冬
【誕生日：2月24日 / 年齢：18歳 / 性別：女 / 身長：165cm / 体重：58kg / スリーサイズ：B83・W63・H88 / 出身：トーラ星ルソー / 職業：私立探偵→ケインのアシスタント / 趣味：磯釣り、編み物、料理 / 好きな食べもの：チョコレート、刺身、カレーライス / 特技：料理、射撃術、尾行（自称）】
本作のヒロイン。通称「ミリィ」。金髪のミディアムヘア。（元）探偵→ソードブレイカーの砲手。射撃の名手で、武器は麻痺銃。漫画版では、ある目的のために旧式の実弾銃を隠し持っている。アニメ版ではレーザー銃や殺傷能力の低いプラスチック弾頭の弱装弾を用いるなど戦闘シーンが多く描かれた。
料理の腕はプロ級だが、料理をする度キッチンを壊滅状態にする。圧力鍋を爆発させたピザ、計量カップを溶かしたハンバーグステーキ、フライパンに穴を開けたグラタンなど、意味不明の物を壊しながら料理する。チョコレートが好きで、釣りが趣味。
両親は「ナイトメア」に離反して逃走したために殺されている。漫画版ではその現場を目の当たりにし、当時の記憶がトラウマと化しており、両親の仇を討つ事が人生の目標となっている。実は「アルバート＝ヴァン＝スターゲイザー」の実の孫で、本名は「ミレニアム・フェリア・スターゲイザー」。ケインとは又従兄妹（はとこ）同士。
アニメ版ではやたら「宇宙一」を連呼し、無断で囮に使った腹いせに厨房を爆破（料理）して報酬をパーにするなど（そもそもミリィがケインには無断で契約書にサインをしたのが原因）、優しい反面多少自分勝手な性格。
漫画版では自称・男性アレルギーであるが、ケインに対しては出ない。
出身地は惑星ルゾルデ（犯罪組織「ナイトメア」および、コングロマリッド「ゲイザー・コンツェルン」の本拠であり、アニメ誌等でこの情報が公開された時は出生の伏線として利用された）。2月24日生まれ。
キャナル・ヴォルフィード
声 - 林原めぐみ
【誕生日：不明 / 年齢：不明 / 性別：女（外見） / 身長：162cm / 体重：53kg / スリーサイズ：B95・W58・H92 / 出身：古代文明の開発基地 / 職業：ソードブレイカーの管理者 / 趣味：ハッキング、変わった最新情報の収集 / 好きな食べ物：パフェ、紅茶（食べられないが見た目が良いから好き） / 特技：ハッキング、巧みな話術（嘘の技術）】
銀髪（アニメでは緑色の髪）の美少女のホログラムで、正体はソードブレイカーの中枢制御システム、AI「ヴォルフィード」。少女姿では船外活動も不可（アニメでは、物を触ることができ一定の距離以内ならば船外活動も可能。体重も設定されている）。大昔に失われた技術で造られた遺失宇宙船（ロスト・シップ）であり、その性能は現行の宇宙船をはるかに凌ぐ。おしゃれのために役に立たない武装を買ったり、ネットに流れるトンデモ系の情報収集が趣味だったりと、性格はかなり人間的でやたらと凝り性。酸素系などのライフラインを含むソードブレイカーの操作の全てを握っているため、こと自船内にいる限りその立場は一番強い。
原作小説では、名前は魔王自身の武器「烈光の剣」を用いて魔王を倒した天使から取ったとされ、立体映像のモデルは開発関係者の映像記録データを元にしている。巫女風のデザインで、作品前期（1 - 3巻）と後期（4 - 5巻、および1 - 3巻のリメイク版）でも違いあり。
アニメと漫画ではメイド少女風のデザインであり、巫女風の姿はヴォルフィードとしての「真の姿」かつ通常は封印されている別人格（アリシアをマスターとしていた本来のヴォルフィードの管制プログラム）である。メイド少女風の姿である「キャナル」は、ケインの幼さに合わせて作り上げたサブ人格であり、「キャナル」も「ヴォルフィード」としての姿や能力は使えるものの、状況によってはその使用は（ヴォルフィードの人格に主導権を奪われるために）著しく制限される。船体のデザインも初期は双頭ではなかった。漫画版での美少女姿とメイド服は、ケインの趣味と曲解している。
レイル・フレイマー
声 - 緑川光
【誕生日：5月2日 / 年齢：27歳（？） / 性別：男 / 身長：185cm / 体重：75kg / 出身：太陽系 / 職業：ユニバーサルガーディアン / 趣味：チェス、美術鑑賞、ドミノ / 好きな食べ物：なし（食べるものを気にかけない） / 特技：コンピューター操作、油絵】
ユニバーサルガーディアン（宇宙警察）の若きエリート警部。黒髪の美形。専用の宇宙船「青い聖騎士」（ブルー・パラディン）を指揮する。ケインとは腐れ縁である。女性に弱い。実はナイトメアと通じており、裏で捜査の情報を流してもいる。アニメ版では一度は敵に回り、ラグド・メゼギスを貰うが、ロストシップに関わる秘密が分かり、ラグド・メゼギスの餌になることから逃れ、脱出している。作者によると「アニメ版がなかったらあっさり死んでたかも」。
漫画版では「宇宙警察の警部」も「ナイトメアの二重スパイ」も、自らの「本当の立場」を隠すための仮のものである。正体は「先史文明の遺産を調査・集積し、その正統なる後継者に代わって管理・封印する者たち」の一員であり、スターゲイザー兄妹の両親の仲間だった研究者たちの末裔たちでもある。
アニメ版4話（DVD版では12話）では、ミスコン（ヤシガニコンテスト）参加者たちの水着姿をビデオ撮影して鼻の下を伸ばすなどスケベな一面が見られた（特にミリィに焦点を絞って撮影していた）。
ニーナ・メルキオーレ
声 - 鈴木真仁
【誕生日：7月14日 / 年齢：22歳（？） / 性別：女 / 身長：165cm / 体重：52kg / スリーサイズ：B81・W59・H85 / 出身：太陽系火星 / 職業：ユニバーサルガーディアン / 趣味：ジグソーパズル、戦艦模型の組み立て / 好きな食べ物：温野菜サラダ / 特技：水泳、テニス（地方トーナメント優勝）】
原作小説には登場しない、アニメオリジナルキャラクター。茶髪をポニーテールにした、そばかすが可愛らしい女性。ユニバーサルガーディアンに勤める警官かつ、レイルの助手。漫画版にも登場する。レイルが大好きでありながら、膝にお茶をかけたりなど空回りするシーンが多い、ドジっ子。
アニメ版ではケイン達と共にテロリストやナイトメアと闘った。極度の帯電体質であり触った精密機械はショートを起こす。キャナルも例外では無く恐れられていた。しかし彼女のこの特異体質が終盤で重要な役割を果たす。
漫画版では完全に騒動に対して蚊帳の外であり、ケインたちの活躍もレイルの正体についても全く知らず、解ってもいない。
アニス / R-20（ルートにじゅう）
漫画版のみ登場するオリジナルキャラクター。ナイトメアによってロスト・シップの運転ユニットR-20として創造・培養された合成人間。「アニス」は実験個体名としてのコードネーム。薬と学習装置により精神エネルギーを極限まで引き上げられているが、その分、不安定で暴走しやすい。登場当初は感情の無い無表情な少女だったが、ケインたちとの触れ合いを通して情緒豊かな少女へと成長する。本来のトラブル・コントラクターとしてのナイトメアとの戦いに加えて、彼女の成長話も物語の軸として描かれている。
ケインに懐き、ミリィと行動を共にし、キャナルには必要以上に可愛がられる。ミリィの影響により、チョコレートと釣りを好む。
実はアリシアのクローン人間であり、ソードブレイカー（＝キャナル）に対する情動的な罠として調整された存在したキャナルはそれを承知でアニスを受け入れていた。本来はソードブレイカーに乗り込み、その精神エネルギーでヴォルフィードを暴走・自爆させるためのユニットだったが、調整が不十分だった事と本人がケインたちに心から懐いていた事からナイトメアの精神支配より脱した。遺伝子的にも物理的な意味で不安定で自身が持つ強大な精神エネルギーを自分で支えきれず、ゆえに寿命が著しく削られていた。
最終決戦直前、ナイトメアの猛攻に倒れたケインたちを助けるため、自身の限られた命を知らずして図らずも精神エネルギーを全開にして戦う。その結果、身体そのものも精神エネルギーに転換して消滅する。

### 犯罪組織ナイトメア
本作における敵対勢力。
アルバート＝ヴァン＝スターゲイザー
声 - 中田譲治
【誕生日：12月3日 / 年齢：70歳 / 性別：男 / 身長：178cm / 体重：61kg / 出身：不明 / 職業：ゲイザー・コンツェルン代表（犯罪組織ナイトメア総帥） / 趣味：カード（ポーカー） / 好きな食べもの：焼きとうもろこし、豆腐 / 特技：不明】
本作における黒幕的存在。犯罪結社ナイトメアの総帥。見た目は老人だが人間離れした存在であり、配下の者から畏敬されている。幼い頃、遺失文明の研究者だった両親が指揮していた惑星ルゾルデの遺跡発掘現場で妹と共に「探検ごっこ」をして遊んでいた時に「闇を撒く者・デュグラディグデゥ」と遭遇。その精神を掌握される。
ケインの祖母マリア（アリシア）の兄であり、ケインにとっては大伯父に当たる。またミリィは孫娘。最後はケインのサイ・ブレードの想定外の出力とミリィの未来予知じみた銃撃の連携によってサイ・ブレードの発振器を破壊され、そのままケインの斬撃を受けて倒された。
闇を撒く者
声 - 松本保典
【誕生日：不明 / 年齢：20歳以上 / 性別：男 / 身長：186cm / 体重：70kg / 出身：不明 / 職業：不明 / 趣味：不明 / 好きな食べもの：メロンパン / 特技：不明】
サイ・ブレードの名手。増幅器なしでもサイ・ブレードの刃を具現化できる。正体はアルバート＝ヴァン＝スターゲイザーその人。デュグラディグドゥによって遺伝子を別のものに書き換えられ、遺伝子が最良の肉体を新陳代謝によって再生したため、見た目が若い。感情が無く、システム・ダークスターの中でさえ在り続けることができる。デュグラディグドゥの予備のコア・プログラムでもあり、闇の分身。自分を滅ぼそうとする力の流れを一瞬早く見える力を持ち、攻撃回避能力が異常に高い。アニメではアルバート＝ヴァン＝スターゲイザーのクローン。ケインとの死闘の末に敗れ消え去った。
ジェイ＝マーキュリー
ナイトメアNo.2。表向きはゲイザー・コンツェルン常務。組織の事ならスターゲイザー以上に詳しいが、遺失宇宙船のことは知らない。
カーリー
声 - 根谷美智子
【誕生日：10月4日 / 年齢：25歳 / 性別：女 / 身長：174cm / 体重：53kg / スリーサイズ：B90・W59・H90 / 出身：不明 / 職業：ゲイザー・コンツェルン第一営業部主任（犯罪組織ナイトメア幹部） / 趣味：水泳、映画鑑賞（恋愛物） / 好きな食べ物：ラム肉のソテー、エビのチリソースがけ / 特技：操縦（第2級マリンライセンス取得）】
アニメオリジナルキャラクター。25歳。黒髪の美人で、ナイトメア所属の電磁鞭（電流を流した金属製の鞭）を使う凄腕の暗殺者。巨乳の持ち主であり、胸を強調する和洋中折衷の衣服を身に着けている。紅蓮翁との関係は悪く信頼関係も成立していない。ケインと一度戦い、それ以来彼を倒すことを目的としている。後にラグド・メゼギスと自ら同化するが、ケインの攻撃により消滅した。
紅蓮翁
声 - 茶風林
【誕生日：12月4日 / 年齢：68歳 / 性別：男 / 身長：151cm / 体重：54kg / 出身：不明 / 職業：ゲイザー・コンツェルン第二営業部主任（犯罪組織ナイトメア幹部） / 趣味：釣り、運転 / 好きな食べもの：白身魚のフライ、チキン＆オニオンスープ / 特技：釣り】
アニメオリジナルキャラクター。白髪の老人。カーリーとの関係は悪く彼女を囮にした作戦も実行するため信頼関係も成立していない。ケインとソードブレイカーを何度も葬ろうとするが、そのたびに失敗。そのため、最終的にネザードの餌にされて命を落とすが意識は保っていた。

### その他
アリシア＝ツォン＝スターゲイザー / マリア・ブルーリバー
声 - さとうあい
愛称アリス。既に故人。ケインの祖母で、ソードブレイカーの先代所有者。家族から爪弾きにされていたケインを自らの後継者とし、彼にのみ自らの本名（アリシア）の名を明かす。アルバート＝フォン＝スターゲイザーの実妹。兄からは剣の手解きを受けており、かつてはサイ・ブレードの使い手として知れ渡っていた。彼女こそがキャナルが最初に接触した人類である。
漫画版では、長いショールを風に翻していた。
ダーレス
声 - 宝亀克寿
アニメ版1話に登場。広域犯罪組織デュゴール･コネクションのオーナー。シークレット・オークションを開催し荒稼ぎをしている初老の男。あらゆるものをオークションにかけており、捕らえたミリィまで競りに出した（金額は10クレジットからスタート）。ゼナンが敗れた後、踏み込んできたレイルたちに逮捕された。
ゼナン
声 - 中田和宏
アニメ1版話に登場。ダーレスの部下。傭兵崩れの壮年男性。単独行動していたミリィを捕らえ、助けにきたケインを軍の最新兵器ロボットで迎え撃つ。しかしケインのサイ・ブレードで一刀両断され機体の爆発に巻き込まれて爆死した。
小説版では1巻における最後の敵として登場。戦いが終わってホテルに泊まっていたミリィを襲撃するが、駆けつけたケインと一騎討ちの末に倒された。
証人の少女
声 - 田中涼子
アニメ版3話に登場。ドラゴンボンバーズの頭を無期懲にするための重大な証人として、ケインたちによって裁判所まで護送されることになった。しかしケインたちが連れていたのはキャナルが化けた偽物で、本物はレイルが裁判所まで送り届けていた。偽物に気を取られていた海賊たちは一網打尽にされ逮捕された。
ドラゴンボンバーズのボス
声 - 天田益男
アニメ版3話に登場。構成員5万人を誇る海賊「ドラゴンボンバーズ」のボス。屈強な身体をしたモヒカン頭。自分たちの頭目が無期懲役になるのを防ぐため、証人の少女を抹殺しようと手下を率いてミリィたちを襲撃する。ミリィと少女を捕らえ、ケインの前で少女を殺そうとするが、実は少女はキャナルが化けたものだった。驚いた間隙をケインに突かれ取り押さえられて敗北。最後は駆けつけた警察に逮捕された。
じいちゃん＆ばあちゃん
声 - 坂東尚樹（じいちゃん）、金子恭子（ばあちゃん）
アニメ版4話に登場。倉庫の掃除をケインたちに依頼したが、紅蓮翁にシステムをハッキングされめちゃくちゃにされた挙句、ドラキマを破壊されてしまうなど完全な被害者となった。
ステラ
声 - 冬馬由美
アニメ版6話に登場。ユニバーサルフォースの看護師養成船ハイボールの美人教官。ケインたちに「生徒の身辺警護」を依頼した。
正看護婦になるための卒業演習が迫り、ルミとジュリの派閥争いが顕著化したことでフランソワ（ケイン）を「特別審査員（中立な第三者）」として紹介してしまう。
ジュリ
声 - 日高奈留美
アニメ版6話に登場。看護師養成船ハイボールの生徒。勝気で男勝りな姉御肌。赤毛だが前髪部分が緑色になっている。彼女が率いる生徒たちは、実力行使でルミを排除しようとするなど直情的でケンカ早いものもいる。ただし、ジュリ自体は見かけによらず勉強熱心であり、フランソワ（ケインの偽名）を気に入っている。
卒業演習にて互いに仕掛けた爆弾が爆発し、その影響でハイボール内のシステムがめちゃくちゃになり、ルミと責任を押しつけ合ってしまう。しかし、ケインに叱咤されたことで為すべきことに気づき、ルミに協力を申し出て怪我人の手当てを行った。エピローグではルミたちと共にもう一年ハイボールに残り、ケインに「お姉さまのような勇敢な看護婦になる」と告げた。
ルミ
声 - 吉沢佐衣子
アニメ版6話に登場。看護師養成船ハイボールの生徒。可愛らしく優雅な振る舞いに反して腹黒い性格。クラス同士を競わせる卒業演習に勝つため、様々な卑劣な手を講じてジュリたちを蹴落とそうとする。先走ったジュリの子分に襲われそうになるもケインに助けられ、その後、報復として事故に見せかけてジュリに大怪我を負わせようとした（危うく死ぬところだった）。
卒業演習では互いに仕掛けた爆弾の影響により、ハイボール内のシステムがめちゃくちゃになってしまう。当初は互いに言い争いを繰り広げ責任を押しつけ合っていたが、ケインに叱咤されたことで協力し合い、怪我人を助け合った。エピローグでは、ジュリたちと共にもう一年ハイボールで過ごし、ケインのような勇敢な看護婦になると決意する。

## 登場兵器
原作小説、漫画、アニメで若干描写が異なる。
210m級宇宙船ソードブレイカー（195m級戦闘封印艦〈ソードブレイカー〉ヴォルフィード）
先史文明によって製造された遺失宇宙船（ロスト・シップ）。伝説の魔王“闇を撒くもの”（ダークスター）と対立する神である、漆黒の竜神（ナイト・ドラゴン）ヴォルフィードにちなんで命名された。人間の「希望」をエネルギー源とするシステムを有し、デュグラディグドゥらのエネルギーを相殺し、機能停止に追い込んで「封印」することができるが、その際に引き替えに自らも機能停止する。暴走したデュグラディグドゥに差し向けるために建造されたが、発進直前に対立陣営の攻撃で基地を破壊され、瓦礫の下敷きとなる。自己進化による試行錯誤を重ねてようやく脱出した時には既に人類は滅亡した後だったが、デュグラディグドゥの封印に成功。その後に発生して進化した現在の人類によって発掘されるまで、共に眠りについていた。
戦闘艦としての性能は殲滅対象である6隻と比べるとラグド・メゼギスに劣り、ネザードに匹敵する運動性、ゴルンノヴァに次ぐ攻防力と各得意分野では最高位の艦に劣るものの、全ての能力が高水準でバランスが取れている。加えて操舵士のケインと砲術士のミリィの腕の高さから、本来以上の運動性と攻撃精度を得ている。
キャナルが趣味で購入したバルカン砲などの現代技術による通常武装も装備されているが、本来の武装はリープ・レールガン（弾丸が転移装置になっており、命中した箇所の周囲、半径50メートルをえぐり取って虚空へ放逐する）、サイ・ブラスター、追撃攻撃弾、サイ・バリアを利用した高出力プラズマ・ブラスト。リープ・レールガンの弾丸は現在の技術では製造不可能で、ソードブレイカー内の自動修復システムを使用して生産する。1発の生産にフル稼働で約1時間かかる。
300m級攻撃艦ガルヴェイラ
デュグラディグドゥの護衛無人艦の一隻。魔王の武器“颶風弓”にちなんで命名された。特に特徴を与えられていない機体だが、それゆえに火力、防御力、機動性の全てが5機の平均として設定されたバランスの良い機体。
300m級機動殲滅艦ネザード
声 - 梁田清之
デュグラディグドゥの護衛無人艦の一隻。魔王の武器“毒牙爪”にちなんで命名された。主な武装はニードルレーザーとリープ・レールガン（原作小説第5巻によるとヴォルフィードのものは「新開発」と明言されているので、それよりは旧式である）。機動性（巡航能力）が高い。
410m級重砲撃艦ゴルンノヴァ
声 - 曽我部和恭
デュグラディグドゥの護衛無人艦の一隻。魔王の武器“烈光の剣”（これが『スレイヤーズ』の「光の剣」と同じものとされている）にちなんで命名された。多数のビーム砲を装備し、空間を歪めての「空間レンズ」で収束して威力を高めたり、拡散させて広範囲を攻撃したりすることが可能。また、弾道が歪曲されてしまうため、リープ・レールガン以外の攻撃手段では有効打を与えることは困難。ただし、艦首の「目」付近だけは外部の様子を「見る」ために歪曲の対象外であり、ここが弱点となっている。
170m級機動駆逐艦ラグド・メゼギス
声 - 掛川裕彦
デュグラディグドゥの護衛無人艦の一隻。魔王の武器“瞬撃槍”にちなんで命名された。慣性中和システムの働きでロストシップの常識でもありえないほどの急激な機動が可能。その替わり武装は貧弱で防御性能も劣る。また、慣性中和システムのチップを一つでも失うと、操舵が出来なくなる点も弱点である。ケインによると「二等辺三角形」。アニメでは、プラズマ・ブラスト顔負けの超兵器・グラビトン砲を搭載したことにより火力が大幅に強化され、さらにカーリーの命令に対して「かしこまりました、女王様」と復唱するなど、性格が非常に人間臭いものになっている。
550m級超長距離砲撃艦ボーディガー
デュグラディグドゥの護衛無人艦の一隻。魔王の武器“破神槌”にちなんで命名された。照準チップによる補正によって、超長距離での精密砲撃が可能。本来は一度発射するとエネルギーチャージに時間がかかり、連続発射はできないが、ヘカトンケイルと接続してエネルギー供給を受けることで連射が可能となっている。
20km級巨大戦艦ヘカトンケイル
犯罪結社「ナイトメア」の本拠地としてスターゲイザーが建造させた軌道ステーション。表向きはゲイザー・コンツェルンの試作実験工場ということになっている。6隻のロスト・シップの基地でもあり、ヘカトンケイル自体もロスト・シップの技術を使用して建造されているため、ゴルンノヴァの空間レンズによる攻撃と防御、ラグド・メゼギスの慣性中和による移動、強靭な外壁など、絶大な戦闘力を誇る。また、デュグラディグドゥらと接続してエネルギーを供給することで、ヴォルフィードの相殺・封印システムを無効化できる。デュグラディグドゥらとはエネルギーが違うので相殺できない。
生体殲滅艦（ダークスター）デュグラディグドゥ
古の魔王にちなんで命名された。あらゆる生命体の活動を停止させる「システム・ダークスター」を搭載している。これが発動すると乗組員であっても無差別に抹殺してしまうため、無人艦とされた。長期の戦闘行動を可能とするため、人間の意識、それも戦場で収集しやすい怒り、憎しみ、そして何より「恐怖」をエネルギーとするシステムも搭載された。本体の「システム・ダークスター」以外の戦闘力は無きに等しいため、5隻の護衛艦が合わせて建造された。実験航海に出た直後に異常が生じ、発進してきた基地を壊滅させたのを手始めに、自らを創造した先史文明の人類を絶滅に追い込んだ。
350m級海賊戦艦デスクラウド
宇宙海賊が発見した有人型のロスト・シップ。サイ・ブラスターを装備しているが、威力はソードブレイカーのものより劣る。防御力や運動性も敵わない上、ソードブレイカーなど他のロスト・シップと異なり自立意識を持たないため、大人数で船体を制御する必要がある。それでも人類の同クラスの宇宙船を大幅に上回る性能を有する。
アニメ版ではレーダーレンジと有効射程の2点ではヴォルフィードを上回っており、原作小説よりは善戦した。
ファントムシップ
犯罪組織「ウィスプ」が有人型ロストシップをコピーして量産した密造戦艦。宇宙軍の艦艇を攻撃・ステルス・スピード・運動性で上回り、2倍の数の宇宙軍艦艇相手に互角以上の戦いを演じたが、ゴルンノヴァとソードブレイカーに殲滅された。
アントリュ
コミックス版『ロスト・ユニバースすぺしゃる』に登場。月に遺されていた遺失文明によるロスト・シップ・プラント、および同プラントに存在していた設計図を基に現文明の科学者によって建造されたヴォルフィードのコピー艦。
性能・スペック、さらには中枢制御システムすらもヴォルフィードをコピーするも、唯一「精神」のみコピーされておらず、いついかなる時も機械的に状況を判断し、マスターに忠実に行動する（自らおよびマスターの行動に対して善悪を判じない）。そのため、人間をシステムの犠牲にする事に対して何の躊躇も見せず、キャナルによってその危険を指摘される。ヴォルフィードの改良機だが、実際の戦闘では融通が利かず、ソードブレイカーの相手にならなかった。

## 漫画
コミカライズ版は『月刊ドラゴンジュニア』（富士見書房刊）1997年12月号から1999年11月号まで本編連載。2000年1月号に外伝読切（単行本では『すぺしゃる』巻末に収録）が掲載され、2001年12月号より2002年11月号まで番外後日談となる『すぺしゃる』編が連載された。
原作小説からの漫画化作品ではなく、アニメ版を経由したメディアミックス戦略による作品という意味合いが強い。そのため、キャラクター原案を担当した原作小説挿絵執筆者による漫画化でありながら、キャラクターデザインが当時の原作小説（前期デザイン）ではなく、アニメ版（後期デザイン）寄りになっている。

## 既刊一覧

### 小説
- 神坂一（著）・義仲翔子（イラスト）、富士見書房〈富士見ファンタジア文庫〉、全5巻
  - 『ロスト・ユニバース1 幻夢 目覚める』、1992年12月15日初版発行（12月3日発売[4]）、ISBN 4-8291-2478-4
  - 『ロスト・ユニバース2 妖夢 蠢く』、1993年8月25日初版発行（8月6日発売[5]）、ISBN 4-8291-2516-0
  - 『ロスト・ユニバース3 凶夢 ざわめく』、1994年5月10日初版発行（4月20日発売[6]）、ISBN 4-8291-2563-2
  - 『ロスト・ユニバース4 悪夢 生まれる』、1998年4月25日初版発行（4月13日発売[7]）、ISBN 4-8291-2809-7
  - 『ロスト・ユニバース5 闇 終わるとき』、1999年4月25日初版発行（4月16日発売[8]）、ISBN 4-8291-2881-X

### 漫画
- 神坂一（原作）・義仲翔子（作画）、角川書店〈角川コミックス・ドラゴンJr.〉、全4巻
  - 『ロスト・ユニバース 1』、1998年4月6日初版発行（同日発売[9]）、ISBN 4-04-712157-6
  - 『ロスト・ユニバース 2』、1999年1月29日初版発行（同日発売[10]）、ISBN 4-04-712185-1
  - 『ロスト・ユニバース 3』、1999年11月30日初版発行（同日発売[11]）、ISBN 4-04-712206-8
  - 『ロスト・ユニバースすぺしゃる』、2002年11月28日初版発行（同日発売[12]）、ISBN 4-04-712311-0

## TRPG
- 神坂一（原作）・義仲翔子（イラスト）・中澤光博（著）・ORG（著） 『ロスト・ユニバース 芸夢 轟く』、 富士見書房、1998年3月20日発売[13]、ISBN 4-8291-4349-5
  - マギウスのルールが適応されるテーブルトークRPG。

## アニメ
テレビ東京系列局ほかで放送。全26話。テレビ東京系列局では1998年4月3日から同年9月25日まで放送。
主要スポンサーに角川書店とキングレコード、制作会社がイージー・フイルム、監督に渡部高志、キャラクターデザインに宮田奈保美、主要キャラクターの声優に林原めぐみと、1995年から放送されていた同じく神坂一原作のテレビアニメ『スレイヤーズ』シリーズと同様の布陣であり、その商業的成功の延長線上に立ち上げられたメディアミックス企画である。
『スレイヤーズ』が「シャブラニグドゥ」を魔王とする世界の話であるのに対し、当作は「スレイヤーズ」の作中で語られている「闇を撒くもの（ダークスター）」である「デュグラディグドゥ」を魔王とする世界の物語となっている。後に原作における両作の関係は「ほとんどない」と原作者により語られており、「響きがいいので使ってみただけ」「基本的には別々の作品」ということも明らかにされた。こちらのアニメ版の製作されたのはそれらの発表より前であったため、『スレイヤーズ』とは密接な関係が在る作品として製作されてしまっている。その関係からか、主要人物の声を担当する声優には『スレイヤーズ』シリーズのレギュラー陣が出演している。
本編では、従来のセルアニメと当時アニメ業界で導入が進められつつあったデジタルアニメとを、シーンに応じて使い分ける方法が採用された。『子鹿物語 THE YEARLING』『スレイヤーズNEXT』、『スレイヤーズTRY』など、オープニング・エンディングのみにCGを使っていたというテレビアニメの例は本作以前にもあるが、作品本編内で使用した例としては初期のものでもあり、当時としては画期的なものだった。CGパートはDoGAが手がけた。
その一方で、品質管理の観点でアニメ業界やメディアミックス業界に大きな禍根を残した作品であり、予算・納期で切迫した実製作の現場が引き起こした動画品質の著しい低下、俗に言う「作画崩壊」の典型例とされる。本作は放送開始当初からオープニングアニメーションが未完成状態のまま放送されたり、随所に雑なデッサン・作画などが露呈しており、アニメ業界の内外から問題視・危惧される状況にあった。そして、第4話「ヤシガニ屠る」は、セル画パートの全編で破滅的な作画品質の動画をテレビ放送してしまうという破綻を来たし、全話制作終了後に大幅なリテイクが講じられる事態になった。同エピソードのサブタイトルに因み、本作以後に同様の劣悪な作画状態に陥ったアニメを形容する表現として「ヤシガニ」という隠語が用いられることがある。
なお、地上波での放送終了後に程なく開始されたアニメシアターXでの初回放送では、応急的に第4話を後送りにして前半の放送話の順番を入れ換える処置が取られている。また、LD版・DVD版・配信版などでも同話は「涙雨果てる」の次の話となっている。
CGパートは常に締切通りに納品されて3週分のストックがあったため、予告編にCGパートが多く使われた。また、オープニングのCGカットは制作依頼を受ける前に作成してあった。

### スタッフ
- 原作 - 神坂一[2]
- キャラクター原案 - 義仲翔子[2]
- 監督 - 渡部高志[2]
- 助監督 - 加藤洋人[2]
- シリーズ構成 - 神坂一[2]、関島眞頼[2]、山田靖智[2]
- キャラクターデザイン - 義仲翔子[2]、宮田奈保美[2]
- メカニックデザイン - 鈴木勤[2]
- サブニックメカデザイン - 大澤政典[2]
- メカ作画監督 - 大澤政典（第3話・第6話・第7話・第19話 - 第26話）
- 美術監督 - 中原英統[2]
- 色彩設定 - 金野広幸[17]
- 撮影監督 - 神山茂男[2]
- 編集 - 田熊純[17]
- 音響監督 - 藤野貞義[2]
- 音楽 - 手塚理[2]
- アニメーションプロデューサー - 岡田修一[17]
- プロデューサー - 小林教子[2]→森村祥子、矢崎裕美子[2]→山川正樹
- アニメーション制作 - イージー・フイルム[2]
- 製作 - テレビ東京[2]、テレビ東京メディアネット[2]

### 主題歌
オープニングテーマ「〜infinity〜∞」
作詞 - MEGUMI / 作曲 - 佐藤英敏 / 編曲 - 添田啓二 / 歌 - 林原めぐみ
エンディングテーマ「Extrication」
作詞 - 有森聡美 / 作曲・編曲 - 大森俊之 / 歌 - 林原めぐみ
イメージソング「Starting again」
作詞 - MEGUMI / 作曲 - 佐藤英敏 / 編曲 - たかはしごう / 歌 - 保志総一朗（コーラス - 林原めぐみ）

### 各話リスト
| 話数   | サブタイトル               | 脚本       | 絵コンテ          | 演出              | 作画監督                                         | 放送日        |
| ------ | -------------------------- | ---------- | ----------------- | ----------------- | ------------------------------------------------ | ------------- |
| 第1話  | 光刃（ひかりのやいば）輝く | 山田靖智   | 渡部高志          | 渡部高志          | 宮田奈保美                                       | 1998年 4月3日 |
| 第2話  | 女神翔ぶ                   | 山田靖智   | 遠藤克己          | 山内富夫          | 石川慎亮、大澤正典 加藤洋人、宮田奈保美 毛利和昭 | 4月10日       |
| 第3話  | 厨房踊る                   | 高山治郎   | 牧野滋人          | 則座誠            | 宮田奈保美、矢米泰三                             | 4月17日       |
| 第4話  | ヤシガニ屠る               | 植竹須美男 | 高山英樹          | 高山英樹          | 前島光                                           | 4月24日       |
| 第5話  | 光炎轟く                   | 佐藤勝一   | 毛利和昭          | 毛利和昭          | 佐藤孝                                           | 5月1日        |
| 第6話  | 駄天使疾る                 | 玉井豪     | 鈴木行            | 日下部光雄        | 永島明子                                         | 5月8日        |
| 第7話  | 棋士まみえる               | 山田靖智   | 渡部高志          | 加藤洋人          | 石川慎亮、加藤洋人 小岩雄之、宮田奈保美          | 5月15日       |
| 第8話  | ニーナ窮す                 | 高山治郎   | 高山英樹 渡部高志 | 佐藤英一 土屋浩幸 | 伊東克修、松本卓也                               | 5月22日       |
| 第9話  | 厠消ゆ                     | 植竹須美男 | 開木菜織          | 則座誠            | 宮田奈保美                                       | 5月29日       |
| 第10話 | 流浪決する                 | 山田靖智   | 渡辺純央          | 日下部光雄        | 佐藤多恵子、高田三郎                             | 6月5日        |
| 第11話 | 朋友散る                   | 佐藤勝一   | 日下部光雄        | 山崎友正          | 柳瀬雄之                                         | 6月12日       |
| 第12話 | 涙雨果てる                 | 玉井豪     | 開木菜織          | 加藤洋人          | 伊東克修、加藤洋人                               | 6月19日       |
| 第13話 | 追憶巡る                   | 植竹須美男 | 渡部高志          | 則座誠            | 宮田奈保美                                       | 6月26日       |
| 第14話 | 恐怖ささやく               | 高山治郎   | 奥田誠治          | 土屋浩幸          | 柳瀬雄之                                         | 7月3日        |
| 第15話 | 悪夢現る                   | 玉井豪     | 奥田誠治          | 御厨恭輔          | 浅沼昭弘、伊東克修 永島明子                      | 7月10日       |
| 第16話 | ミリィ欲する               | 佐藤勝一   | 日下部光雄        | 日下部光雄        | 佐藤多恵子                                       | 7月17日       |
| 第17話 | 警部ブッ飛ぶ               | 山田靖智   | 佐藤英一          | 加藤洋人          | 李鍾玄                                           | 7月24日       |
| 第18話 | 無頼流れる                 | 佐藤勝一   | 奥田誠治          | 津田義三          | 伊東克修、永島明子 三宅雄一郎、柳瀬雄之          | 7月31日       |
| 第19話 | 闇誘う                     | 植竹須美男 | 渡部高志          | 則座誠            | 宮田奈保美                                       | 8月7日        |
| 第20話 | 想い届かず                 | 玉井豪     | 日下部光雄        | 日下部光雄        | 佐藤多恵子                                       | 8月14日       |
| 第21話 | 氷原燃える                 | 山田靖智   | 奥田誠治          | 溝口雅彦          | 菅井嘉浩 加藤洋人（総作画監督）                  | 8月21日       |
| 第22話 | 宿命紡ぐ                   | 山田靖智   | 開木菜織          | 土屋浩幸          | 伊東克修、宮田奈保美                             | 8月28日       |
| 第23話 | 阿修羅来たる               | 高山治郎   | 奥田誠治          | 則座誠            | 松本卓也、宮田奈保美                             | 9月4日        |
| 第24話 | 乙女還る                   | 植竹須美男 | 日下部光雄        | 日下部光雄        | 佐藤多恵子                                       | 9月11日       |
| 第25話 | 聖魔相撃つ                 | 玉井豪     | 渡部高志          | 佐藤英一          | 加藤洋人                                         | 9月18日       |
| 第26話 | そして…光刃輝く            | 山田靖智   | 渡部高志          | 渡部高志          | 宮田奈保美                                       | 9月25日       |

### 放送局
放送日時は個別に出典が提示されているものを除き1998年9月中旬 - 10月上旬時点のものとする。
| 放送対象地域   | 放送局             | 放送日時                     | 系列           | 備考                                |
| -------------- | ------------------ | ---------------------------- | -------------- | ----------------------------------- |
| 関東広域圏     | テレビ東京         | 金曜 18:30 - 19:00           | テレビ東京系列 | 製作局                              |
| 北海道         | テレビ北海道       | 金曜 18:30 - 19:00           | テレビ東京系列 |                                     |
| 愛知県         | テレビ愛知         | 金曜 18:30 - 19:00           | テレビ東京系列 |                                     |
| 大阪府         | テレビ大阪         | 金曜 18:30 - 19:00           | テレビ東京系列 |                                     |
| 岡山県・香川県 | テレビせとうち     | 金曜 18:30 - 19:00           | テレビ東京系列 |                                     |
| 福岡県         | TXN九州            | 金曜 18:30 - 19:00           | テレビ東京系列 | 現・TVQ九州放送                     |
| 宮城県         | ミヤギテレビ       | 水曜 2:20 - 2:50（火曜深夜） | 日本テレビ系列 |                                     |
| 福島県         | テレビユー福島     | 火曜 1:20 - 1:50（月曜深夜） | TBS系列        |                                     |
| 新潟県         | テレビ新潟         | 日曜 1:30 - 2:00（土曜深夜） | 日本テレビ系列 |                                     |
| 石川県         | 石川テレビ         | 火曜 1:30 - 2:00（月曜深夜） | フジテレビ系列 | 1998年10月6日まで放送               |
| 静岡県         | 静岡第一テレビ     | 土曜 1:40 - 2:10（金曜深夜） | 日本テレビ系列 | 1998年10月10日まで放送              |
| 広島県         | 中国放送           | 金曜 2:20 - 2:50（木曜深夜） | TBS系列        |                                     |
| 愛媛県         | 伊予テレビ         | 土曜 1:55 - 2:25（金曜深夜） | TBS系列        | 現・あいテレビ                      |
| 熊本県         | くまもと県民テレビ | 日曜 2:05 - 2:35（土曜深夜） | 日本テレビ系列 | 1998年4月19日から10月18日まで放送。 |
| 沖縄県         | 沖縄テレビ         | 火曜 15:55 - 16:25           | フジテレビ系列 |                                     |

### CD
- ロスト・ユニバース トラックスコンテンツ (1)
- ロスト・ユニバース トラックスコンテンツ (2)
- ロスト・ユニバース トラックスコンテンツ (3)
- ロスト・ユニバース the BEST of LOST UNIVERSE〔from TV〕

### PCソフト
- ロスト・ユニバース きゃなるon yourデスクトップ

### 関連書籍
- 『ロスト・ユニバーススペシャル』、1998年10月発行、ISBN 4-8291-7397-1
- 『ロスト・ユニバーススペシャル 根性編』、1998年12月発行、ISBN 4-8291-7400-5
- 『ロスト・ユニバース アニメコミック 1』、1998年8月発行、ISBN 4-8291-8042-0
- 『ロスト・ユニバース アニメコミック 2』、1998年11月発行、ISBN 4-8291-8043-9
- 『ロスト・ユニバース アニメコミック 3』、1998年12月発行、ISBN 4-8291-8044-7

## スレイヤーズとの関連
原作者が同じ『スレイヤーズ』作品中で言及されている、異世界の神や魔王やその腹心と同名の船が本作品中には登場している。しかし、それらは伝説にちなんだ命名に過ぎないと原作5巻にて説明されており、あとがきでは原作の両作の関係は「ほとんどない」とされている。原作者によると「響きがいいので使ってみただけ」「基本的には別々の作品」とのこと。
一方、アニメ版はスタッフ・キャスト共に、テレビアニメ版『スレイヤーズ』シリーズから事実上続投しており、同作の主要キャラであるリナ、ガウリイ、アメリア、ゼルガディスの声優は4人とも本作にも出演している。そのため、作中で「SLAYERS」という名の、リナ＝インバースと思しき、人物の絵のラベルが張られた酒が登場（第12話）している。また、原作とは違って設定上も密接に関係しており、『スレイヤーズTRY』では両作が同一の世界観の延長線上にあることを匂わす描写が見られる。
原作1巻ではケインが「『悪党に人権は無い』と二十世紀の文献に書かれている」と発言しているが、これは「スレイヤーズ」シリーズの主人公リナの代表的な決めゼリフの一つである。アニメでは「海賊に人権はねぇ！」と似たようなセリフを言っていた。